# William Spetz
William Spetz (Umeå, 4 april 1996) is een Zweeds acteur en tv-persoonlijkheid. 

## Biografie
Spetz werd bekend door het posten van komische filmpjes op YouTube. Hij begon ook kleine rollen te spelen in tv-series. In 2016 mocht hij de finale van Melodifestivalen presenteren. 
In 2019 speelde hij een belangrijke rol in de serie Quicksand, die via Netflix te volgen is. 